# フィーバー湯けむり紀行
フィーバー湯けむり紀行（フィーバーゆけむりきこう）は、2005年4月にSANKYOが発売した、フィーバー夏祭りで登場した花菱一家が主役のパチンコ機のシリーズ名。CRフィーバー湯けむり紀行ZFとCRフィーバー湯けむり紀行SFとCRフィーバー湯けむり紀行RH、CRフィーバー湯けむり紀行RF1とCRフィーバー湯けむり紀行SF-Tの5機種がある。

## 概要
液晶型のデジパチ。本機で登場する主要キャラクターは、花菱一家の大黒柱の「アチャオ」と花菱家のお母さん「彩夏」、本作の主人公で宇宙一の花火師になるために修行中の「テンカ」と花菱家の長女「もえ」、猫の「にゃ七」である。
他にリーチアクションで登場するテンカのライバルの「ブンタ」がいる。スペック違いのシリーズ機が5種類発売された。その中で「突然確変」と呼ばれる2R確変を搭載した機種がSF-Tである。
2R確変当選時は専用の確変モードの「大温泉モード」に突入する。リーチアクション中と大当たり中にはJITTERIN'JINNの楽曲にちようびが流れる。フィーバー夏祭りでは夏祭りが演出に採用されていた。2008年には本機同様に花菱一家が活躍するフィーバー大夏祭りが発売された。

## スペック
- CRフィーバー湯けむり紀行ZF
  - 賞球数 3&5&10&15
  - 大当たり最高継続 15R（9カウント）
  - 大当たり確率 1/496.5
  - 確変中大当たり確率　1/49.6
  - 確変継続率　68%
  - 確変期間　次回大当たりまで/リミッターなし
  - 時短システム　全ての大当たり終了後　100回転
- CRフィーバー湯けむり紀行SF
  - 賞球数 3&5&10&15
  - 大当たり最高継続 15R（9カウント）
  - 大当たり確率 1/399.6
  - 確変中大当たり確率　1/40.0
  - 確変継続率　60%
  - 確変期間　次回大当たりまで/リミッターなし
  - 時短システム　全ての大当たり終了後　100回転
- CRフィーバー湯けむり紀行RH
  - 賞球数 3&5&10&13
  - 大当たり最高継続 5R（9カウント）
  - 大当たり確率 1/368.2
  - 確変中大当たり確率　1/36.8
  - 確変継続率　88%
  - 確変期間　次回大当たりまで/リミッターなし
  - 時短システム　確変終了後　100回転
- CRフィーバー湯けむり紀行RF1
  - 賞球数 3&5&10&13
  - 大当たり最高継続 6R（9カウント）
  - 大当たり確率 1/249.2
  - 確変中大当たり確率　1/24.9
  - 確変継続率　75%
  - 確変期間　次回大当たりまで/リミッターなし
  - 時短システム　全ての大当たり終了後　100回転
- CRフィーバー湯けむり紀行SF-T
  - 賞球数 3&4&10&15
  - 大当たり最高継続 15R（9カウント）
  - 大当たり確率 1/397.2
  - 確変中大当たり確率　1/39.7
  - 確変継続率　67%（突然確変を含む）
  - 確変期間　次回大当たりまで/リミッターなし
  - 時短システム　全ての大当たり終了後　100回転

## 図柄
確変図柄
- 一
- 三
- 五
- 七
- 八

通常図柄
- 二
- 四
- 六

## 演出
予告アクション
予告アクションは、障子アクションかチャンスボタンから発生するものが大半である。
変動開始後に障子が動き出すことから始まる予告や、ボタンを持ったにゃ七が登場してボタン押下後に発展する予告などがある。
リーチを示唆するものから、発生した時点で激熱となるアクションや、大当たり確定のプレミアムアクションまで様々なパターンが存在する。
- ステップアップ予告

障子アクションから始まるステップアップ式の予告。ステップが進むごとに期待度も上昇していく。
ステップ1で障子が動き、ステップ2でにゃ七が登場、ステップ3で左障子からテンカが出現、ステップ4では左障子のシルエットからもえが登場する。
ステップ2のにゃ七が持っているうちわの色で期待度が変化する。赤の場合はチャンスである。
ステップ3のテンカ出現後に、花菱一家大集合に発展したら激熱である。
ステップ4でもえが登場した時の服装も期待度を示唆している。浴衣→ワンピース→セーラー服の順で期待度が上昇する。
ステップ3以上が発生したらリーチに必ず発展する。
- 玉手箱予告

箱の中身によって信頼度が変化する。看板系とアイテム系の2パターンに大きく分けられる。発展先のスーパーリーチを告知するアイテム系の方が期待度は高い。アイテムの横に花菱一家の顔が付いていればさらに期待度はアップする。
看板系でも「熱い」が出現すれば文字通り激熱となる。
季節で変化するプレミアムアイテムもあり、春に出現する「下呂名物トマト丼」、夏に出現する「草津名物ひょうたん」、秋に出現する「別府名物天白どんこ」、冬に出現する「登別名物木彫りの熊」がある。
他のプレミアムパターンとして、看板に謎の文字で「大当り」と書かれた「宇宙文字」がある。
- シルエット予告

障子が閉じて様々なシルエットが出現する。障子が開いた時に現れるキャラクターによって信頼度が異なる。
花菱一家が出現すればスーパーリーチ確定となる。
狸やもえが出現するシルエットから夢夢ちゃんが登場するプレミアムパターンもある。
通常のシルエット予告では左側の障子だけが閉まるが、左右の障子が閉まる「ビッグシルエット予告」も存在する。ビッグシルエット予告はハズレることもあるが、乾布摩擦をするリアルな熊が出現するか温泉マンが登場した場合はプレミアムパターンで大当たり確定となる。
- 電車予告

デジタル回転中に障子が閉まると発生することがある。障子が開くと駅の看板が現れて、花菱一家を乗せた電車が通過する。
電車予告が発生した時点でチャンスアップとなり、最後尾のキャラクターがにゃ七ではなく彩夏のパターンが出現すれば激熱となる。
プレミアムパターンで、SLが大当たりを乗せてくることもある。
- 障子予告

テンパイ後、ガタガタと揺れた障子が完全に閉まればスーパーリーチが確定する。
リーチ後に3段階で障子が発展し、3段階目の強パターンである巨大な温泉マークが貼り付けば激熱となる。
テンパイ後に障子が閉まって「大当り」の文字が浮かび上がるプレミアムパターンもある。
- スベリ予告

テンパイせずにハズレで停止した後、右障子からにゃ七が登場すると「にゃ七スベリ」が発生し、障子の後ろで右図柄が再始動する。
連続回数で期待度が変化し、2連続以上で期待大となる。
にゃ七ではなく、花菱一家が登場する「花菱スベリ」が出現した場合は大当たり濃厚となる。
- 降りモノ予告

デジタル回転中と、テンパイ後では降りモノのサイズが異なる。
テンパイ後に発生する大きいサイズの降りモノが出現すると、大当たり信頼度が大幅に上昇する。
- 季節チェンジ予告

デジタル回転開始時に背景の季節が切り替わればリーチが確定する。
春→夏→秋→冬の順に背景の四季が変わる。
法則崩れが発生すれば大当たり濃厚である。
- ミニキャラ予告

季節ごとで様々なミニキャラが登場することがある。季節共通キャラとして出現する熊が登場したら大宴会リーチに発展濃厚である。
冬背景で空飛ぶサンタが出現したらプレミアムで大当たりを運んでくる。
- ドット予告

液晶の右に搭載されたドットランプが、デジタル回転中に点滅を繰り返した後、「アツイ」や「キター」といったメッセージを表示することがある。
「大当り」のメッセージが表示されるパターンもある。
リーチアクション
- 穴あきリーチ

ノーマルハズレから発展。ダブルリーチもしくはトリプルリーチになる。トリプルの方が期待度は高い。
- 卓球リーチ

テンカとブンタが卓球対決をする。2人が汗をかいているパターンはチャンスアップである。
ハズレ後にネットインが発生すればSPパターンに発展する。
突入時のピンポン玉がタコならプレミアムパターンで大当たり確定となる。
- 露天風呂リーチ

登場するキャラクターはアチャオとテンカである。図柄が花火のように浮かび上がり、テンパイ図柄が停止すれば大当たりとなる。
図柄が浮かび上がる時に鯉が飛び跳ねればプレミアムパターンで大当たり確定となる。
- 湯もみリーチ

登場するキャラクターは彩夏ともえである。湯気のように図柄が浮かび上がり、テンパイ図柄が停止すれば大当たりとなる。
上の方にカエルがいればプレミアムパターンで大当たり確定となる。
- 大宴会リーチ

花菱一家が宴会場でカラオケで盛り上がるシーンから演出が始まる。リーチ中にはにちようびが流れ、アチャオが彩夏にラムネを渡した後に2人で月を見上げるシーンに移行する。その時に図柄がシャボン玉のように弾け、テンパイ図柄が停止すれば大当たりとなる。
リーチが成立していないハズレ出目から発展することもある。この場合は、熊の月見を経由するパターンで、通常パターンよりも熱い。
アチャオと彩夏が見上げる月に、2人の結婚式が浮かぶプレミアムパターンもある。この結婚式も和風バージョンと洋風バージョンの2種類存在する。

主なリーチアクション以外に、リーチが成立していないハズレ出目から発展し、大当たりが確定する演出の「大地震」と「絵柄狩り」がある。

娯楽チャンス
通常大当たり後に突入する時短専用モード。リーチが掛かると発展する、時短中限定の専用ゲーム演出が3種類ある。
図柄テンパイ時にテンカが進む方向で、どのアクションに発展するかが決定する。

- タコ叩き

テンカが左に進めば発展。ボタン連打でタコを倒す演出で、対戦相手を倒せれば大当たりとなる。
対戦キャラで信頼度は異なり、基本となる相手は「ボスダッコ」である。ボスダッコではなく「タコラッタ」もしくは「ゲッソリーノ」と対戦の場合はチャンスとなる。
最初にタコつぼではなくフライパンが出現すればプレミアムパターンである。「おかずクンたこウィー」が登場し大当たりが確定する。
ハズレ後にモエハンマーで逆転大当たりするパターンもある。
- ドロロンバスター

テンカが右に進めば発展。ルーレットで道具を選択し、的の「当」を狙う演出である。ハズレ後に「まだまだ」の掛け声で再度挑戦するパターンもある。
的が通常よりも大きいパターンや、的の代わりにダルマが出現するパターンはチャンスである。
道具選択の時に「アチャオスナイパー」が選ばれた場合は、大当たり確定のプレミアムパターンである。
- スマートボール

テンカが後ろに進めば発展。スマートボールで「V」を狙う演出。Vに到達するまでに獲得したバナナの個数で期待度が変化する。
玉発射時のバナナゲージがGOODに近い位置で止まった時ほどバナナの数が増えていく。バナナは最大で4個獲得できる。
画面右から花菱一家大集合が発生すると、必ず大宴会リーチに発展する。高確率で大当たりとなる、娯楽チャンス中の最も信頼度の高い激熱アクションである。
突然確変
デジタル変動中に障子が閉まって温泉マークのシルエットが浮かべば確変状態の「大温泉モード」に突入する。障子が開いた後にのれん演出が始まる。その後、花火が打ち上げられ大温泉モードのロゴが出現する。大温泉モード中は継続するほど温泉街にアイコンが出現する。5連ごとにアイコンのサイズが一回り大きくなっていき、最終的に20連達成すると火山アイコンに変化する。大温泉モード中の突確はアイコンの回数には含まれない。
2R確変なので、当選時はアタッカーが約1秒×2回開放される。タイミングよく狙えば玉を入賞させることも可能である。通常時と確変中では狙うタイミングは異なり、通常時はテンカ&もえの花火が打ち上がった時に打ち始めると入賞させやすい。確変中は一旦閉まった障子が開いた時に打ち始めると玉が拾われやすい。
再抽選アクション
大当たり後に2種類のアクションのいずれかの演出で確変の再抽選が行われる。
- 温泉チャンス

左右の障子のいずれかを選択する演出。障子からキャラクターが顔を出すが、同じキャラクターが2回出現するパターンや片側に2人出現するパターンは熱い。
- 間欠泉チャンス

図柄が揃った状態でコマ送りで進んでいく。一度停止した後に再度動く出すパターンや、通常図柄で停止しても画面が切り替わったら確変図柄に変わっているパターンもある。
SF-Tに限り、大当たり後に間欠泉チャンスで再抽選が行われ、昇格しなかった場合は大当たりラウンド終了後に温泉チャンスが発生し、2回目の再抽選が行われる。